# Sender Volderberg
Der Sender Wattens-Volderberg steht am Volderberg und deckt das Gebiet zwischen Hall in Tirol (größtenteils störungsfrei) und Schwaz (größtenteils störungsfrei)/Jenbach (nicht störungsfrei) mit privatrechtlichen Sendern ab. Die interne Bezeichnung des Senders lautet WATTENS4.

## UKW-Sender
| Radiosender      | Sendeleistung | Frequenz   |
| ---------------- | ------------- | ---------- |
| Freirad          | 0,05 kW       | 89,60 MHz  |
| oe24 Radio       | 0,033 kW      | 91,70 MHz  |
| Energy Innsbruck | 0,05 kW       | 93,60 MHz  |
| Welle 1          | 0,032 kW      | 88,00 MHz  |
| Radio U1 Tirol   | 0,1 kW        | 100,50 MHz |

## Sendegebiet
Das Sendegebiet reicht von Hall in Tirol bis Jenbach (selten RDS, nicht störungsfrei). Bis Schwaz mit RDS und störungsfrei. Das Sendegebiet hängt von der Sendeleistung des jeweiligen Radiosenders ab.